# شرقی بلوبرد
شرقی بلوبرد (به انگلیسی: Oriental Bluebird) یک کشتی بود که طول آن ۱۴۳٫۲۹ متر (۴۷۰ فوت ۱ اینچ) بود.